# Филип Кършаков
Филип (Фильо, Липо) Саров Кършаков е български революционер, деец на Вътрешната македоно-одринска революционна организация.

## Биография
Кършаков е роден в 1880 година в костурското село Косинец, тогава в Османската империя, днес Йеропиги, Гърция. Роднина е на революцонерите Атанас Кършаков, Христо Кършаков и Васил Кършаков. Получава основно образование и става работник. Влиза във ВМОРО. Взема участие в Илиндинско-Преображенското въстание, а след разгрома му в Костурско участва в похода на костурските въстаници в Прилепско, откъдето се отправя към България. След въстанието е четник от костурско-преспанската чета на Петър Христов – Германчето, която минава границата на 15 ноември 1905 година. Четник е при Атанас Кършаков и участва в сражението при Стенско на 4 юли 1907 година, в което загива войводата.
При избухването на Балканската война в 1912 година е доброволец в Македоно-одринското опълчение на Българската армия и служи в Огнестрелния парк.